# 浅田恵一
浅田 恵一（あさだ けいいち、1885年（明治18年）6月17日 - 1944年（昭和19年）12月18日）は、日本の宮内官僚。宮中顧問官。

## 経歴
大阪府中河内郡孔舎衙村（現在の東大阪市）出身。1911年（明治44年）、東京帝国大学法科大学独法科を卒業。大蔵省に入り、専売局勤務、理財局勤務、主税局勤務を経て、板橋税務署長を務めた。その後、宮内省に転じ、宮内事務官から同参事官、同書記官を務め、帝室林野局事務官・同庶務課長、内蔵寮財務課長・同主計課長から宮内省首席参事官に転じた 。1936年（昭和11年）、宮中顧問官となり、翌年に退官した。短歌の結社「華陽会」に加わり、#会報に投句した。
退官後は日本郵船株式会社監査役を務めた。

## 親族
- 木本源吉 - 妻の兄[1][13]。衆議院議員。奈良市長。

## 主な著作
旧漢字は新字に改めた。
共著
- 広瀬善蔵 『木曽御料林愛護論』（伊東淳、1920年）NCID BA48127842。序文を寄稿。

翻訳
- ポール・M・ウァールバーグ（英語版）『米国正貨準備制度の本質』浅田 恵一 訳補（内外書房、1932年）。NCID BA38653394。Warburg, Paul M.（Paul Moritz）
  - 再版（内外書房、1932年）。NCID BN05448631

寄稿
- 『御料林』帝室林野局林野会、1928年–1941年。<雑41-13>
- 華陽会（編）『華陽集』、華陽会、昭和4年、doi:10.11501/1188083。
- 通貨制度研究会 編『通貨制度研究会報告』第1輯、東洋経済出版部、1934年。doi:10.11501/1903251。閲覧は国立国会図書館内限定公開、デジタル化資料は図書館・個人送信対象、遠隔複写可。
- 『心の花』、竹柏会、1922年（昭和3年）–。<Z13-328>：華陽会『華陽集』への投句を転載。

- 第28巻第10号「はなたちばな批評」77-88頁。浅田恵一ほか。doi:10.11501/6061357。
- 第38巻第3号「春山集」1934年3月、98-101頁。
- 同0第5号「薫風集」1934年5月、87-88頁。浅田恵一、三宅敬一郎、杉村愛仁、野村洋三、南部助之丞、河村亮。
- 同0第6号「青葉集」1934年6月、84-87頁。二上兵治、有吉忠一、北村幽渓、松平乗統、浅田恵一、南部助之丞。
- 第40巻第2号「二月集（その3）」1936年2月、60-91頁。福原俊丸、二上兵治、西川義方、山川一郎、浅田恵一ほか。
- 第41巻第1号「一月集（その3）」1937年1月、49-66頁。二荒芳徳、二上兵治、関屋貞三郎、西川義方、山川一郎、浅田恵一ほか。
- 第44巻（第2号（502）「二月集（その4）」1940年2月。49-71頁。梶原穠子、田村東江、佐藤芳子、中村文香、浅田恵一ほか。
- 同0第3号（503）「三月集（その3）」1940年3月。43-70頁。水田栄雄、山口覚、弓削幸太郎、吉野又四郎、浅田恵一ほか。
- 同0第4号（504）「四月集（その3）」1940年4月。33頁、36-66頁。 山口覚、弓削幸太郎、吉野又四郎、渡邊富三郎、浅田恵一ほか。
- 同0第7号（507）「七月集（その4）」1940年7月。57-74頁。三木信之、夜久虎之助、弓削幸太郎、小原喜三郎、浅田恵一ほか。
- 同0第11号（511）「十一月集（その5）」1940年11月。75-110頁。夜久虎之助、弓削幸太郎、吉野又四郎、渡邊富三郎、淺田惠一ほか。

## 関連資料
脚注に未使用のもの。発行年順。
辞令の記録ほか。特記するものを除き、国立公文書館の収蔵資料。
- 伯爵大隈重信（内閣総理大臣）、若槻礼次郎（大蔵大臣）「税務監督局技師副島昌外18名叙位ノ件」『叙位裁可書・大正4年・叙位巻2』叙00446100-6、大正3年（1914年）12月26日–大正4年（1915年）1月16日。A11112411100。
- 大蔵省大礼使長官官房主任「大礼使各部事務連絡掛官」『昭和財政史資料』第3号第1冊、平15財務0025310-4、1928年（昭和3年）1月26日。A08072038100。
- 浅田恵一「事務連絡打合要項（第1回及第2回）」『昭和財政史資料』第2号第4冊、平15財務00172100-14、1928年（昭和3年）2月20日。A08071822700。
- 海軍「特別大演習観艦式陪観券交付人名通知の件、特務士官現住所に関する件」『儀制 海軍大臣官房記録』昭和8年（6）〈公文備考C巻10〉、1933年、海軍省-公文備考-S8-43-4483（所蔵館：防衛省防衛研究所）50。C05022669700。
- 『マニラ新聞』1944年12月21日（所蔵館：スタンフォード大学フーヴァー研究所）2、昭和19年12月21日。J23031811000
- 大蔵省「大礼記録編纂委員会職員名簿」『昭和財政史資料』第3号第1冊、平15財務00253100-3。A08072041500。